# 15 Bean Soup
15 Bean Soup là một sản phẩm xúp đậu khô đóng gói của NK Hurst Co, có trụ sở tại Indianapolis. Theo chủ tịch công ty Rick Hurst, đây là nhãn hiệu xúp đậu khô bán chạy số 1 ở Mỹ.

## Thành phần
Mỗi gói 15 Bean Soup bao gồm một gói gia vị và ít nhất 15 loại đậu khô sau đây:
- Đậu bắc
- Đậu tây
- Đậu lima lớn
- Đậu mắt vàng
- Đậu Garbanzo
- Đậu baby lima
- Đậu Hà Lan tách xanh
- Đậu thận
- Đậu nam việt quất
- Đậu trắng nhỏ
- Đậu hồng
- Đậu đỏ nhỏ
- Đậu Hà Lan tách vàng
- Đậu lăng
- Đậu hải quân
- Đậu trắng
- Đậu đen

Súp hiện được sản xuất với các hương vị, Giăm bông, Gà và Cajun.